# ロビン・ダンバー
ロビン・イアン・マクドナルド・ダンバー（英: Robin Ian MacDonald Dunbar、1947年6月28日 - ）はイギリスの生物学者、人類学者、進化生物学者。

## 経歴
1947年、エンジニアの息子としてリバプールで生まれた。ノーサンプトンシャーで育ち、オックスフォード大学モードリン・カレッジに入学した。そこでニコ・ティンバーゲン、リチャード・ドーキンスらに学んだ。卒業後は2年間をフリーのサイエンスライターとして過ごした。
1977年から1982年までブリストル大学、ケンブリッジ大学に所属。1987年から1994年までユニバーシティ・カレッジ・ロンドンにおり、1994年に進化心理学の教授としてリバプール大学へ移った。2007年にリバプールを離れ、オックスフォード大学の認知・進化人類学研究所の所長に就任した。1989年から1993年までイギリス霊長類学会の会長を務めた。

## 研究内容・業績
- ダンバーは英国学士院の「ルーシーから言語まで」プロジェクトの責任者を務めている。彼が執筆したか共同執筆した論文のうちいくつかはデジタル化され、リバプール大学の進化心理学・行動生態学リサーチグループから入手可能である。
- 専門は霊長類の行動。彼はダンバー数の定式化でよく知られている。人間にとって、平均約150人（100-230人）が「それぞれと安定した関係を維持できる個体数の認知的上限」であると述べている[5]。

## 受賞・栄典
- 1998年 英国学士院会員[2]
- 1994年 心理学アド・ホミネム教授、リバプール大学[6]
- 2015年 トーマス・ハックスリー記念賞

## 主な出版物
- Dunbar. 1984. Reproductive Decisions: An Economic Analysis of Gelada Baboon Social Strategies. Princeton University Press ISBN 0691083606
- Dunbar. 1988. Primate Social Systems. Chapman Hall and Yale University Press ISBN 0801420873
- Dunbar. 1996. The Trouble with Science. Harvard University Press. ISBN 0674910192　邦訳『科学がきらわれる理由』　松浦俊輔訳、青土社、1997年
- Dunbar (ed.). 1995. Human Reproductive Decisions. Macmillan ISBN 0333620518
- Dunbar. 1997. Grooming, Gossip and the Evolution of Language'. Harvard University Press. ISBN 0674363345　邦訳『ことばの起源』　松浦俊輔・服部清美訳、青土社、1998年
- Runciman, Maynard Smith, & Dunbar (eds.). 1997. Evolution of Culture and Language in Primates and Humans. Oxford University Press.
- Dunbar, Knight, & Power (eds.). 1999. The Evolution of Culture. Edinburgh University Press ISBN 0813527309
- Dunbar & Barrett. 2000. Cousins. BBC Worldwide: London ISBN 0789471558
- Cowlishaw & Dunbar. 2000. Primate Conservation Biology. University of Chicago Press ISBN 0226116360
- Barrett, Dunbar & Lycett. 2002. Human Evolutionary Psychology. London: Palgrave ISBN 069109621X
- Dunbar, Barrett & Lycett. 2005. Evolutionary Psychology, a Beginner's Guide. Oxford: One World Books ISBN 1851683569
- Dunbar. 2004. The Human Story. London: Faber and Faber ISBN 0571191339
- Dunbar. 2010. How Many Friends Does One Person Need?. London: Faber and Faber ISBN 0571253423　邦訳『友達の数は何人？』（藤井留美 訳）インターシフト、2011年. ISBN 9784772695244.
- Dunbar. 2022. How Religion Evolved.Penguin Press  邦訳『宗教の起源』小田哲訳、長谷川眞理子解説、白揚社、2023年